# Gračec
Gračec es una localidad de Croacia en el municipio de Brckovljani, condado de Zagreb.

## Geografía
Se encuentra a una altitud de 110 m s. n. m. a 28.7 km de la capital nacional, Zagreb.

## Demografía
En el censo 2011, el total de población de la localidad fue de 1 141 habitantes.
Según estimación 2013 contaba con una población de 1 170 habitantes.